# Rouvray-Saint-Florentin
Rouvray-Saint-Florentin foi uma comuna francesa na região administrativa do Centro, no departamento Eure-et-Loir. Estendia-se por uma área de 9,24 km². Em 2010 a comuna tinha 197 habitantes (densidade: 21,3 hab./km²).
Em 1 de janeiro de 2016, passou a formar parte da nova comuna de Les Villages Vovéens.